# Regierung Václav Klaus II
Das Kabinett Klaus II entstand nach der Abgeordnetenhauswahl 1996, welche die erste Parlamentswahl seit der Gründung der Tschechischen Republik war. Nach den Wahlen fehlte dem amtierenden Ministerpräsidenten Václav Klaus und Parteivorsitzenden der ODS zur Fortsetzung seiner bisherigen bürgerlichen Regierungskoalition mit 99 von 200 Parlamentssitzen exakt eine Stimme zum Weiterregieren. Neben den Sozialdemokraten der ČSSD waren im Parlament nur die kommunistischen Abgeordneten der KSČM und die Nationalisten der SPR-RSČ vertreten, die aufgrund ihrer ideologischen Haltung nicht für die Unterstützung der Regierung in Frage kamen. Die Regierung schloss daher eine Übereinkunft mit dem Vorsitzenden der ČSSD, Miloš Zeman. Er wurde zum Parlamentspräsidenten gewählt. Als Ausgleich nahmen die 61 sozialdemokratischen Abgeordneten nicht an der Vertrauensabstimmung teil und ermöglichten mit 98 von 138 abgegebenen Stimmen – was gemäß Verfassung ausreichend war – am 25. Juli 1996 die Bestätigung der Regierung.
Das Kabinett zerbrach Ende 1997 infolge einer Parteispendenaffäre der ODS. Die ODS-Minister Jan Ruml und Ivan Pilip forderten daraufhin Klaus’ Rücktritt als Parteivorsitzender. Infolgedessen traten die Koalitionspartner KDU-ČSL und die ODA aus der Regierung aus, Klaus trat am 30. November 1997 als Premierminister zurück. Die Regierung blieb kommissarisch im Amt bis zum 2. Januar 1998, als der Gouverneur der Tschechischen Staatsbank Josef Tošovský die Regierung Josef Tošovský bildete. Ruml und Pilip traten aus der ODS aus und gründeten die „Freiheitsunion“ (US-DEU).

## Regierungszusammensetzung
Das Kabinett hatte 16 Minister (vom 2. bis 12. Mai 1997 und vom 23. Oktober bis zum 8. November 1997 15).
| Amt                                                                    | Name                                                                   | Partei    |
| ---------------------------------------------------------------------- | ---------------------------------------------------------------------- | --------- |
| Ministerpräsident                                                      | Václav Klaus                                                           | ODS       |
| Stellvertretender Ministerpräsident                                    | Jan Kalvoda bis 7. Januar 1997                                         | ODA       |
| Stellvertretender Ministerpräsident                                    | Jiří Skalický ab 2. Juni 1997                                          | ODA       |
| Stellvertretender Ministerpräsident                                    | Ivan Kočárník ab 16. Juni 1997                                         | ODS       |
| Stellvertretender Ministerpräsident                                    | Josef Lux                                                              | KDU-ČSL   |
| Stellvertretender Ministerpräsident                                    | Josef Zieleniec bis 23. Oktober 1997                                   | ODS       |
| Stellvertretender Ministerpräsident                                    | Jaroslav Šedivý ab 8. November 1997                                    | parteilos |
| Außenminister                                                          | Josef Zieleniec bis 23. Oktober 1997                                   | ODS       |
| Außenminister                                                          | Jaroslav Šedivý ab 8. November 1997                                    | parteilos |
| Justizminister                                                         | Jan Kalvoda bis 7. Januar 1997                                         | ODA       |
| Justizminister                                                         | Vlasta Parkanová ab 7. Januar 1997                                     | ODA       |
| Finanzminister                                                         | Ivan Kočárník bis 2. Juni 1997                                         | ODS       |
| Finanzminister                                                         | Ivan Pilip ab 2. Juni 1997                                             | ODS       |
| Umweltminister                                                         | Jiří Skalický                                                          | ODA       |
| Minister für Landwirtschaft                                            | Josef Lux                                                              | KDU-ČSL   |
| Minister für Industrie und Handel                                      | Vladimír Dlouhý bis 2. Juni 1997                                       | ODA       |
| Minister für Industrie und Handel                                      | Karel Kühnl ab 3. Juni 1997                                            | ODA       |
| Minister für Bildung, Jugend und Sport                                 | Ivan Pilip bis 2. Juni 1997                                            | ODS       |
| Minister für Bildung, Jugend und Sport                                 | Jiří Gruša ab 3. Juni 1997                                             | parteilos |
| Innenminister                                                          | Jan Ruml bis 7. November 1997                                          | ODS       |
| Innenminister                                                          | Jindřich Vodička ab 8. November 1997                                   | ODS       |
| Minister für Arbeit und Soziales                                       | Jindřich Vodička bis 8. November 1997                                  | ODS       |
| Minister für Arbeit und Soziales                                       | Stanislav Volák ab 8. November 1997                                    | ODS       |
| Verkehrsminister                                                       | Martin Říman                                                           | ODS       |
| Wirtschaftsminister (ab Herbst 1996 „Minister für lokale Entwicklung“) | Jaromír Schneider bis 2. Mai 1997 (bereits zurückgetreten am 9. April) | KDU-ČSL   |
| Wirtschaftsminister (ab Herbst 1996 „Minister für lokale Entwicklung“) | Tomáš Kvapil ab 12. Mai 1997                                           | KDU-ČSL   |
| Gesundheitsminister                                                    | Jan Stráský                                                            | ODS       |
| Kulturminister                                                         | Jaromír Talíř                                                          | KDU-ČSL   |
| Verteidigungsminister                                                  | Miloslav Výborný                                                       | KDU-ČSL   |
| Minister ohne Geschäftsbereich                                         | Pavel Bratinka                                                         | ODA       |